# Ayzo van Boelens

Stamwapen

Ayzo van Boelens (28 augustus 1694, Beetsterzwaag-  16 juni 1782, Leeuwarden) was een raadsheer aan het Hof van Leeuwarden. Hij was een telg van het geslacht Van Boelens en mogelijk de rijkste Fries in 1749.

## Biografie
Hij werd op 28 augustus 1694 geboren als zoon van Boelardus van Boelens en Ypkjen van Hemminga. Hij trouwde op 6 april 1721 met Rinske Lycklama à Nijeholt in Beetsterzwaag met wie hij woonde op de plaats waar nu Huize Olterterp staat en waar later het slot Boelens werd gebouwd. Zij kregen twee kinderen, Boelardus Augustinus van Boelens en Hillegonda Ypckjen van Boelens. Ayzo en zijn vrouw Ypkjen schonken in 1744 vijfhonderd gulden ten bate van de torenbouw van de Sint-Hippolytuskerk in Olterterp. In 1749 werd Ayzo op basis van zijn economische draagkracht in de Friese quotisatiekohieren aangeslagen voor 315 carolusguldens en vijf stuivers, waarmee hij koploper was van de lijst hoogstaangeslagenen. Hij stierf op 16 juni 1782 in Leeuwarden en werd begraven in Olterterp.

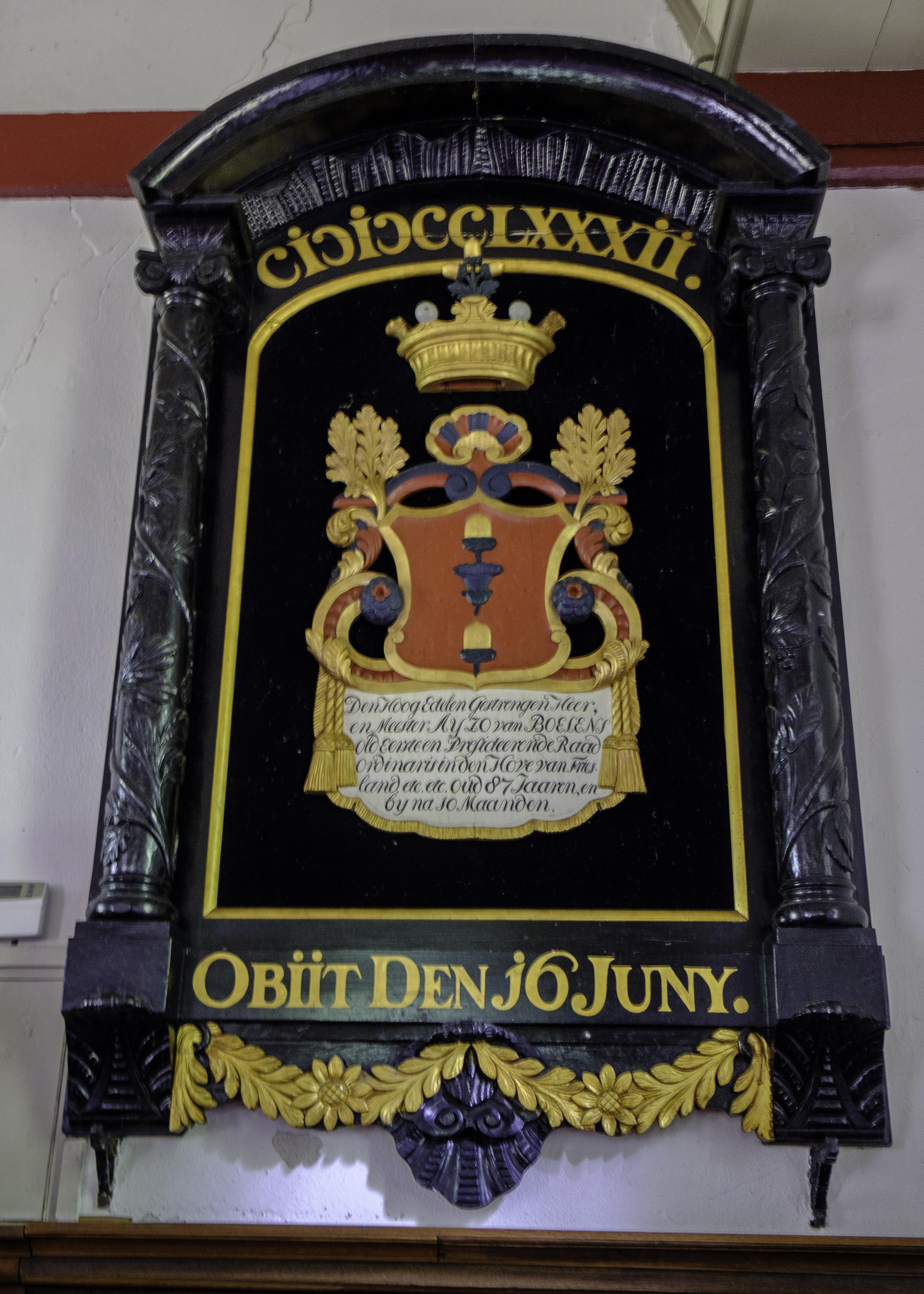
Rouwbord in de Sint-Hippolytuskerk van Olterterp